# Catamito

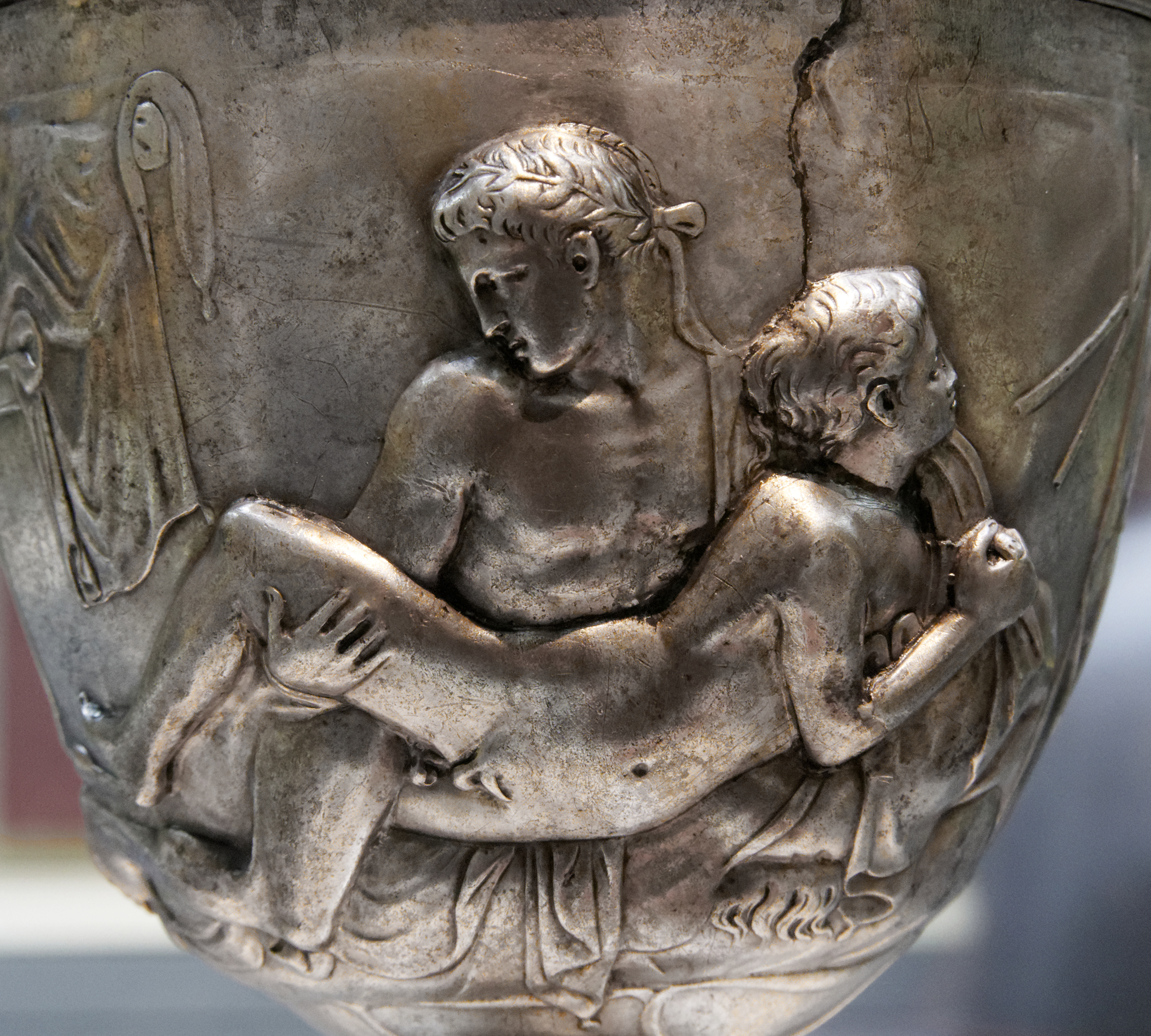
La Copa Warren, expuesta en el Museo Británico, representa actos sexuales entre un hombre joven y su catamito.

En la antigua Roma, un catamito (del latín: catamītus, que a su vez proviene del etrusco catamite) era un sobrenombre usado para un muchacho púber que era compañero íntimo de un hombre mayor, normalmente en una relación pederástica. Generalmente era un término de afecto, pero también se usaba como insulto cuando se dirigía a un hombre adulto.
La palabra deriva del nombre propio Catamitus, la forma latinizada de Ganimedes, nombre que recibe en la mitología griega el joven amante de Zeus, conducido al Olimpo por el águila de Zeus —o por Zeus mismo metamorfoseado en el ave— donde servirá de copero de los dioses. De este modo utiliza Plauto el término en Menecmos, 144: «Ubi aquila Catamitum rapere, aut ubi Venus Adoneum» (¿No has visto tú nunca un fresco en la pared, donde figura que el águila rapta a Ganímedes o Venus a Adonis?). Más adelante se encuentra en Apuleyo empleado de igual modo, aunque su uso no se generalizó si no es con escritores de la edad tardía, tanto paganos como cristianos. Entre estos, Lactancio que en el libro I de las Instituciones divinas aludía a las estatuas de Ganímedes en compañía del águila, corroborando lo que dicen de él los poetas, «pues ¿qué otro significado tiene el hecho de que la imagen de Catamito y la efigie del águila esté delante de los pies de Júpiter y sean adorados con él, sino que permanezca para siempre el recuerdo de su nefando crimen y de su estupro?».
En edad barroca, Francisco de Quevedo dedicó un soneto A una dama hermosa, y tiradora del vuelo, que mató un Águila con un tiro:

¿Castigas en la águila el delito
De los zelos de Juno vengadora,
Porque en velocidad alta y sonora
Llevó a Jove robado el Catamito?

Como una forma de nombrar a Ganímedes se encuentra también en la Fábula de Proserpina de Anastasio Pantaleón de Ribera, publicada con sus restantes Obras por José Pellicer:

Rieto a tu mesa redonda
quanto néctar, quanto vino
en tartesios Venecianos
te sirve tu Catamito.

Haciendo mención de estos últimos versos, el Diccionario de la lengua castellana editado por la Real Academia Española en 1729, definía catamito: «El paciente en el pecado de sodomía. Es voz puramente Latina y de raro uso. Lat. Catamitus, id est Puer meritorius». En su uso moderno, el término catamito se refiere en idiomas como el inglés a menudo a un muchacho que actúa como pareja pasiva o receptora en el coito anal con un hombre.